# Diana Franco
Diana Franco (31 de agosto de 1966) es una actriz, modelo y presentadora colombiana que ha realizado la mayoría de su carrera en los Estados Unidos.

## Carrera
Diana Franco nació en Cali y en 1982 se mudó a la ciudad de Nueva York, donde vivió y estudió. En 1988, en un concurso televisivo nacional, Franco fue coronada como Miss Colombia USA. Se convirtió en modelo comercial y editorial de televisión y en diciembre de 1990 apareció en su primera portada de Cosmopolitan en Español. En 1992 Cover Girl Make-Up la eligió para ser una de las caras de sus campañas de televisión para el mercado hispano junto a Bárbara Palacios (Miss Universo 1986).
Después de viajar y trabajar alrededor del mundo, incluyendo lugares como Taipéi, Estambul y Hong Kong, Franco decidió quedarse en los Estados Unidos para continuar su carrera como actriz en su idioma nativo. En 1995, la cadena Univision contrató a Franco como VJ femenina para Caliente, uno de sus programas de televisión de fin de semana más vistos. En 1998 consiguió el papel de Sylvia La Rosen en la serie Safe Harbour que se emitió en WB Network. La revista Glamour en Español la reconoció con el Premio a la Mujer Más Glamorosa en 1998 y en 1999 People en Español la ubicó como una de las 25 Personas Más Bellas junto con caras como Salma Hayek y Ricky Martin.
En 2002, Franco regresó a su Colombia natal para interpretar a Sandra, una fabricante de cocaína en la telenovela El Precio del Silencio (Telefutura Network). En octubre de 2006 tuvo la oportunidad de formar parte del elenco del cortometraje Marrying God, donde interpretó a Maricela. En Pecados Ajenos, una producción de Estudios Telemundo, Franco interpretó a Lola.
A finales de 2009, Franco interpretó a Berta, una solitaria y amargada arquitecta en la nueva versión de Perro Amor, pero debido a un accidente de esquí, donde sufrió varias fracturas, su papel fue finalmente retirado. Le tomó varios meses recuperarse de sus heridas.
En 2010, Franco formó parte del elenco de la nueva versión de la telenovela chilena Alguien Te Mira (2010), producida esta vez por Telemundo Television Studios en Estados Unidos.

## Filmografía

### Como presentadora y actriz
| Año       | Título                           | Papel                 | Notas       |
| --------- | -------------------------------- | --------------------- | ----------- |
| 1988      | Miss Colombia USA 1988           |                       | Concursante |
| 1989      | Miss Model of the World          |                       | Concursante |
| 1992      | A Que No Te Atreves              | Presentadora          |             |
| 1992      | Sálvese Quien Pueda              |                       |             |
| 1992      | Latin Model Pageant              |                       | Concursante |
| 1992      | Buscando estrellas con Budweiser |                       |             |
| 1995–1998 | Caliente                         | Presentadora          |             |
| 1996      | El Show de Cristina              |                       |             |
| 1999      | Safe Harbour                     | Syvia Larosen         |             |
| 2001      | Padre Alberto                    |                       |             |
| 2002      | Escandalo TV                     |                       |             |
| 2002      | El precio del silencio           | Sandra                |             |
| 2006      | Marrying God                     | Maricela              |             |
| 2007      | También caerás                   | Presentadora          |             |
| 2008      | Al rojo vivo                     |                       |             |
| 2008      | Pecados ajenos                   | Lola                  |             |
| 2009      | El rostro de Analía              | subdirector(a) Joller |             |
| 2009–2010 | Perro amor                       | Berta                 |             |
| 2010      | Los implicados                   |                       |             |
| 2010      | Alguien te mira                  | Lola                  |             |
| 2013      | Marido en alquiler               | Abogada               |             |
| 2013      | En otra piel                     | Chantal               | Invitada    |
| 2013      | Santa diabla                     | Doctora               |             |
| 2015      | Dueños del paraíso               | Marina                |             |
| 2016      | Bajo el mismo cielo              |                       |             |
| 2017      | Mariposa de Barrio               | Juez                  |             |
| 2017      | Milagros de Navidad              | Gloria                |             |